# I liga polska w rugby (1977/1978)
I liga polska w rugby (1977/1978) – dwudziesty drugi sezon najwyższej klasy ligowych rozgrywek klubowych rugby union w Polsce. Tytuł mistrza Polski zdobyła Polonia Poznań, drugie miejsce zajęła Skra Warszawa, a trzecie AZS AWF Warszawa.

## Uczestnicy rozgrywek
W rozgrywkach I ligi w tym sezonie uczestniczyło osiem drużyn. Było wśród nich siedem najlepszych drużyn poprzedniego sezonu: AZS AWF Warszawa, Polonia Poznań, Lechia Gdańsk, Skra Warszawa, Budowlani Łódź, Posnania Poznań i Budowlani Lublin oraz drużyna, która awansowała z II ligi – Czarni Bytom.

## Przebieg rozgrywek
Rozgrywki toczyły się w systemie jesień–wiosna, każdy z każdym, mecz i rewanż. Najsłabsza drużyna spadała do II ligi, a przedostatnia grała mecz barażowy o prawo gry w I lidze w kolejnym sezonie z drugą drużyną II ligi.
Wyniki spotkań:
|                  | AZS AWF Warszawa | Polonia Poznań | Lechia Gdańsk | Skra Warszawa | Budowlani Łódź | Posnania Poznań | Budowlani Lublin | Czarni Bytom |
| AZS AWF Warszawa | –                | 16:6           | 21:7          | 40:9          | 14:29          | 32:14           | 46:0             | 0:8          |
| Polonia Poznań   | 15:0             | –              | 21:13         | 22:6          | 21:9           | 41:0, 22:13     | 17:13            | 24:0         |
| Lechia Gdańsk    | 20:13            | 23:9           | –             | 18:24         | 20:19          | 28:6            | 6:28             | 29:10        |
| Skra Warszawa    | 9:32             | 18:13          | 25:12         | –             | 24:20          | 10:4            | 28:23            | 47:7         |
| Budowlani Łódź   | 11:26            | 3:15           | 72:0          | 6:37          | –              | 31:14           | 0:7              | 29:6         |
| Posnania Poznań  | 6:18             | –              | 18:7          | 6:20          | 14:19          | –               | 24:9             | 12:4         |
| Budowlani Lublin | 12:12            | 0:15           | 15:18         | 0:36          | 3:13           | 10:14           | –                | 12:0         |
| Czarni Bytom     | 9:14             | 13:22          | 6:0           | 3:9           | 4:9            | 10:7            | 7:6              | –            |

Tabela końcowa (na czerwono wiersz z drużyną, która spadła do II ligi, a na żółto z drużyną, która grała w barażu o utrzymanie w I lidze):
| Pozycja | Drużyna          | Punkty razem | Bilans punktów |
| ------- | ---------------- | ------------ | -------------- |
| 1       | Polonia Poznań   | 36           | 263:124        |
| 2       | Skra Warszawa    | 36           | 298:206        |
| 3       | AZS AWF Warszawa | 33           | 284:155        |
| 4       | Budowlani Łódź   | 28           | 270:205        |
| 5       | Lechia Gdańsk    | 26           | 201:287        |
| 6       | Posnania Poznań  | 22           | 152:261        |
| 7       | Czarni Bytom     | 22           | 87:219         |
| 8       | Budowlani Lublin | 21           | 138:236        |

## II liga
Równolegle z rozgrywkami I ligi przebiegała rywalizacja w II lidze. Uczestniczyło w niej sześć drużyn, w tym debiutujący w rozgrywkach zespół Budowlani Olsztyn. Rozgrywki toczyły się w systemie jesień–wiosna, każdy z każdym, mecz i rewanż. Najlepsza drużyna awansowała do I ligi, a druga uzyskiwała prawo do gry w barażu przeciwko przedostatniej drużynie I ligi.
Końcowa klasyfikacja II ligi (na zielono wiersz z drużyną, która awansowała do I ligi, a na żółto z zespołem, który awansował do barażu o grę w I lidze):
| Pozycja | Drużyna                  |
| ------- | ------------------------ |
| 1       | Orkan Sochaczew          |
| 2       | Ogniwo Sopot             |
| 3       | Bałtyk Gdynia            |
| 4       | Budowlani Olsztyn        |
| 5       | Mazovia Mińsk Mazowiecki |
| 6       | Juvenia Kraków           |

## Baraż o I ligę
W barażu rozegranym pomiędzy siódmym zespołem I ligi i drugim zespołem II ligi, prawo gry w kolejnym sezonie w I lidze obronił zespół Czarni Bytom, który pokonał Ogniwo Sopot 22:3.

## Inne rozgrywki
W finale Pucharu Polski Polonia Poznań pokonała Lechię Gdańsk 21:6. W mistrzostwach Polski juniorów zwycięstwo odniosła drużyna Budowlani Łódź. 